# Warwick (Rhode Island)
Warwick je město v okresu Kent County ve státě Rhode Island ve Spojených státech amerických. Jde o třetí největší město v Rhode Islandu po městech Providence a Cranston. Od největšího města státu Providence se nachází asi 19 kilometrů jižně.
K roku 2020 zde žilo 82 823 obyvatel. S celkovou rozlohou 129 km² byla hustota zalidnění 914 obyvatel na km². Město bylo založeno v roce 1642. Během války krále Filipa na konci 17. století bylo téměř zcela zničeno. Ve městě se nachází největší letiště ve státě Rhode Island zvané Rhode Island T. F. Green International Airport.